# The Frames
The Frames是一支成立于1990年的爱尔兰摇滚乐队。
乐队风格简单，旋律动人，是1990年代早期都柏林地区摇滚人才辈出时现在仅幸存的乐队之一，被视为爱尔兰摇滚的中坚力量。乐队最大的特色是经常在歌曲中插入小提琴演奏，小提琴手Colm Mac Con Iomaire既是乐队成员，也是其他乐队的成员。The Frames与其他爱尔兰乐队有密切的关系。
乐队前贝斯手乐队前贝司手John Carney现在是位电影导演，在2006年导演了音乐电影《曾经拥有》（Once），乐队的主唱兼吉他手Glen Hasard主演。电影的插曲 Falling Slowly 获得了2007年奥斯卡最佳歌曲奖。